# فلات (ميزوري)
فلات (بالإنجليزية: Flat)‏ هي إحدى المجتمعات الفردية (غير مصنفة) في ولاية ميزوري في الولايات المتحدة الأمريكية. وهي تقع في مقاطعة فيلبس، ميزوري.